# Tukang
Tukang is een bestuurslaag in het regentschap Semarang van de provincie Midden-Java, Indonesië. Tukang telt 1941 inwoners (volkstelling 2010).